# Lista över arter i lysingsläktet
Lista över arter i lysingsläktet sorterad efter vetenskapligt namn.

## A
- L. africana
- L. albescens
- L. alfredii
- L. alpestris
- L. ambigua
- L. andina
- L. angusta
- L. asperulifolia
- L. angustifolia
- L. ardisioides
- L. argentata
- L. aspera
- L. attenuata
- L. auriculata
- L. azorica

## B
- L. barystachys
- L. baviensis
- L. biflora
- L. bodinieri
- L. brachyandra
- L. bracteata
- L. breviflora
- L. brittenii
- L. brunnelloides

## C
- L. ciliata
- L. clethroides (vitlysing)
- L.×commixta

## D
- L. daphnoides

## F
- L. filifolia
- L. forbesii
- L. fraseri

## G
- L. glutinosa
- L. graminea

## H
- L. hillebrandii
- L. hybrida

## J
- L. japonica (dvärglysing)

## K
- L. kalalauensis

## L
- L. lanceolata
- L. loomisii
- L. lydgatei

## M
- L. mauritiana
- L. maxima

## N
- L. nemorum (skogslysing)
- L. nummularia (penningblad)

## P
- L.×producta
- L. punctata (praktlysing)

## Q
- L. quadriflora
- L. quadrifolia

## R
- L.×radfordii
- L. radicans
- L. remyi

## T
- L. ternifolia
- L. terrestris
- L. thyrsiflora (topplösa)
- L. tonsa

## V
- L. venosa
- L. verticillata
- L. vulgaris (strandlysing)